# 吉氏溪鱧
吉氏溪鱧（学名：Rhyacichthys guilberti），也称吉氏溪塘鳢，为輻鰭魚綱鰕虎鱼目鰕虎亞目溪鱧科溪鱧屬下的一个种，該物種分佈於大洋洲新喀里多尼亞和瓦努阿圖，體長可達18公分。

## 扩展阅读
- 維基物種上的相關：溪鱧
- WoRMS数据 http://www.marinespecies.org/aphia.php?p=taxdetails&id=1011155 （页面存档备份，存于）